# Tadzjieken in China
De Tadzjieken (Chinees: 塔吉克 族; Pinyin: Tǎjíkèzú) zijn in de Chinese overheidsadministratie een van de tien etnische groepen moslims in China. Die tien groepen maken weer deel uit van het totaal van zesenvijftig  officiële etnische groepen van de Volksrepubliek China. De Tadzjieken zijn een Iraans volk. 
Ze worden ook wel Selekuer-Tadzjieken, dat wil zeggen "Hooggebergte-Tadzjieken" genoemd. Een andere naam is Sarikoli, naar de vroegere benaming van het gebied rond Taxkorgan. 
Bij de volkstelling in het jaar 2010 werden in heel China 51.075 Tadzjieken geteld. In 2003 woonden in de Sinkiang Oeigierse Autonome Regio 40.900 Tadzjieken, die daar 0,21 procent van de totale bevolking uitmaakten. Meer dan 60% leeft in het Autonoom Tadzjieks Arrondissement Taxkorgan in de prefectuur Kaxgar.

## Taal
De Tadzjieken van China hebben hun eigen taal, het Sarikoli, welke wordt gesproken door 16.000 mensen. Een minderheid van ongeveer 6000 mensen spreekt het Wachi. Beide talen behoren tot de Oost-Iraanse Pamirtalen, en zijn niet nauwer verwant met het West-Iraanse Tadzjieks dat in Tadzjikistan gesproken wordt. Ze hebben geen eigen schrift ontwikkeld. Geen van de door Tadzjieken in China gesproken talen heeft een officiële status, ook niet in het in meerderheid door Tadzjieken bewoonde gebied. 
60 procent van de Tadzjieken spreekt tegenwoordig Oeigoers.

## Godsdienst
De Tadzjieken beleden vroeger het zoroastrisme. In de tweede helft van de 11e eeuw werden ze bekeerd tot de islam.

## Verbreiding volgens de census van 2000
| Provincie      | Prefectuur                              | Arrondissement, stad of stadsarrondissement | Aantal Tadzjieken | % alle Tadzjieken in China |
| -------------- | --------------------------------------- | ------------------------------------------- | ----------------- | -------------------------- |
| Sinkiang       | Prefectuur Kaxgar                       | Autonoom Tadzjieks Arrondissement Taxkorgan | 25.843            | 62,99%                     |
| Sinkiang       | Autonome Kirgizische Prefectuur Kizilsu | Arrondissement Akto                         | 4.628             | 11,28%                     |
| Sinkiang       | Prefectuur Kaxgar                       | Arrondissement Poskam                       | 3.412             | 8,32%                      |
| Sinkiang       | Prefectuur Kaxgar                       | Arrondissement Yarkant                      | 2.220             | 5,41%                      |
| Sinkiang       | Prefectuur Kaxgar                       | Arrondissement Kargilik                     | 1.851             | 4,51%                      |
| Sinkiang       | Prefectuur Hotan                        | Arrondissement Guma                         | 824               | 2,01%                      |
| Sinkiang       | Prefectuur Kaxgar                       | Stad Kaxgar                                 | 253               | 0,62%                      |
| Rest van China |                                         |                                             | 1.997             | 4,87%                      |